# غير مصنوع
غير مصنوع (بالإنجليزية: Undone )‏ هو مسلسل رسوم متحركة للكبار كوميديا دراما أمريكي، شارك في المسلسل روزا سالازار، أنجيليك كابرال، كونستانس ماري، دافييد ديجز وبوب أودينكيرك. صدر الموسم الأول من المسلسل على منصة أمازون برايم فيديو في 13 سبتمبر 2019.

## روابط خارجية
غير مصنوع على موقع IMDb (الإنجليزية)
- غير مصنوع على موقع ميتاكريتيك (الإنجليزية)
- غير مصنوع على موقع روتن توميتوز (الإنجليزية)
- غير مصنوع على موقع فيلمافينيتي (الإسبانية)
- غير مصنوع على موقع ليتربوكسد (الإنجليزية)
- غير مصنوع على موقع كينوبويسك (الروسية)
- غير مصنوع على موقع ألو سيني (الفرنسية)
- غير مصنوع على موقع قاعدة بيانات الفيلم (الإنجليزية)